# Doddatholur, Somvarpet
Doddatholur là một làng thuộc tehsil Somvarpet, huyện Kodagu, bang Karnataka, Ấn Độ.